# 北米出身者の一覧
北米出身者を一覧にしたものである。

## カナダ
カナダ人の一覧
- ドナルド・サザーランド - 俳優
- マイク・ウェア - プロボクサー
- ジョン・チャールズ・フィールズ - 数学者

## アメリカ合衆国
アメリカ合衆国の人物一覧
- クリス・アイザック - シンガーソングライター
- アンワル・アウラキ - イスラーム主義活動家。アルカーイダの幹部であった。
- マーティン・ルーサー・キング・ジュニア - 牧師
- リヴァース・クオモ - ロック歌手
- リン・コックス - 著述家で弁士。かつてベーリング海峡を世界で初めて泳いで渡ったことから、長距離オープンウォータースイマーとしての認知度が高い
- マイケル・ジャクソン - エンターテイナー
- アリソン・ストーナー - 女優
- テンペスト・ストーム - 女優でバーレスクスターでもある
- ジーン・バーティク - コンピュータ技術者
- サーグッド・マーシャル - 法律家。アフリカ系アメリカ人として初めて同国の最高裁判所判事になったことで知られる
- ブラウニー・メアリー - 社会活動家。医療大麻の使用を人権として要求したことで知られている
- サリー・ライド - 宇宙飛行士
- サリー・ランド - 女優。パフォーマーでもありキャバレーとバーレスクの2つで活躍していた

## メキシコ
メキシコ人の一覧
- マーティン・カスティーリョ - プロボクサー
- カルロス・サンタナ - ミュージシャン
- ギレルモ・デル・トロ - 映画監督

## その他
グリーンランド・サンピエール島・ミクロン島・アルバ・キュラソー島・バミューダ諸島